# Verwaltungsgemeinschaft Prutting
Die Verwaltungsgemeinschaft Prutting im oberbayerischen Landkreis Rosenheim wurde im Zuge der Gemeindegebietsreform am 1. Mai 1978 gegründet und zum 1. Januar 1986 wieder aufgelöst.
Der Verwaltungsgemeinschaft gehörten die Gemeinden Prutting und Söchtenau an, die Einheitsgemeinden mit eigener Verwaltung wurden. 